# Đăk Long, Đăk Glei
Đăk Long là một xã thuộc huyện Đăk Glei, tỉnh Kon Tum, Việt Nam.
Xã Đăk Long có diện tích 281,45 km², dân số năm 2019 là 6.019 người, mật độ dân số đạt 21 người/km².